# Klokočov (železniční zastávka)
Klokočov je železniční zastávka, která se nachází východně od vesnice Klokočov v okrese Opava v Moravskoslezském kraji. Leží na trati Suchdol nad Odrou – Budišov nad Budišovkou.

## Současný provoz osobní dopravy
Zastávka je zapojená do systému ODIS jako zóna č. 85. Stanici obsluhují vlaky linek S33 ve dvouhodinovém taktu.[zdroj?]